# Agrostis sabulicola
Agrostis sabulicola é uma espécie de gramínea do gênero Agrostis, pertencente à família Poaceae.